# Japan Credit Bureau
Japan Credit Bureau (яп. 株式会社ジェーシービー; JCB; укр. Японське кредитне бюро) — велика платіжна система. Штаб-квартира розташована в японській столиці — Токіо.

## Історія
Компанія була заснована в 1961 році. До 1968 року, завдяки придбанню Osaka Credit Bureau, JCB стала лідером ринку кредитних карток, які зараз[коли?] випускаються в 20 країнах світу[відсутнє в джерелі], а в 1972 році число емітованих карток перевищила 1 млн.
З 1981 року JCB агресивно розширювала свою сферу діяльності, виходячи на ринки інших країн[джерело?]. На цей момент[коли?] JCB випускаються в 20 країнах[джерело?], де, зазвичай, афілійована з фінансовими інститутами, що мають ліцензію на випуск таких карток. Усі міжнародні операції проходять через дочірню структуру, JCB International Credit Card Co., Ltd, де материнська компанія має 100 % акцій.
У 1982 році була емітована перша золота картка.
У 1985 — випущена перша картка в Гонконзі, за межами Японії.
У червні 1990 була випущена перша картка JCB в Європі.
В США, JCB картки відомі мало і використовуються набагато рідше, ніж Visa, MasterCard, Discover Card або American Express. Однак ці картки приймають у різних готелях, авіакомпаніях, магазинах Apple, а також у компаніях, що надають в оренду автомобілі. За допомогою JCB можна розплатитися в американських супермаркетах, автозаправках, мережах японських ритейлерів.
Для збільшення точок прийому карток JCB уклала партнерську угоду з American Express, тому в країнах південно-східної Азії, Австралії, а також власне в Японії ці картки мають приблизно рівні можливості. 23 серпня 2006 компанія вступила в альянс із Discover Network. Був підписаний довгостроковий контракт, за яким картки JCB приймають скрізь, де приймають картки Discover Network, і навпаки. На сьогоднішній день[коли?] альянс продовжує свою роботу.
Загальна кількість користувачів системи становить приблизно 59 млн осіб, що купують щорічно товари та послуги на суму в 62 млрд доларів. Картки приймаються до оплати в 11 млн точок у 190 країнах світу.
Крім того, вони дозволяють мандрівникам з Японії, Китаю, Кореї в країнах Європи, Азії та північної Америки користуватися безкоштовним інтернетом в аеропортах.
Система JCB надає клієнтам широкий спектр послуг, аналогічний іншим платіжним системам. Це операції з банківським рахунком за допомогою картки; бронювання готелів, квитків; оплата послуг у різних точках світу; оплата покупок через інтернет тощо. За статистикою, середнє списання коштів з картки JCB в США становить $ 250, American Express — $ 125 , у Visa — тільки $ 50. Клієнти, що використовують цю систему, витрачають у середньому більше тих клієнтів, які користуються послугами інших компаній. Пояснюється це в першу чергу тим, що більша частина власників JCB — японці, які мають досить високий рівень життя. З іншого боку, число випущених на сьогодні карток JCB менше числа карток Visa більш ніж в 20 разів.
Крім Японії, ці картки використовуються в Гонконзі, США, Кореї, Таїланді, Великій Британії, Німеччині, Сінгапурі, Австралії, Індонезії, Філіппінах, Нідерландах, Китаї, Швейцарії, Італії, Іспанії, Малайзії і Новій Зеландії.
В Україні мережа еквайрингу JCB на базі Приватбанку запланована на весну 2020 року.